# Ключі (Ковернинський район, біля присілка Коловодь)
Ключі (рос. Ключи) — присілок в Ковернинському районі Нижньогородської області Російської Федерації.
Населення становить 0 осіб. Входить до складу муніципального утворення Большемостовська сільрада.

## Історія
Від 2009 року входить до складу муніципального утворення Большемостовська сільрада.

## Населення
1. Н/Д[2]